# Polybia luctuosus
Polybia luctuosus är en getingart som beskrevs av Smith 1858. Polybia luctuosus ingår i släktet Polybia och familjen getingar. Inga underarter finns listade i Catalogue of Life.